# 菅舜英
菅 舜英（すが しゅんえい、明治5年（1872年）10月19日- 昭和31年（1956年）5月27日）は、日本の僧侶、政治活動家。大正・昭和期の社会主義者、後に国家社会主義に転向。

## 概要
井上円了の東京哲学館、東京神学院で学び、西本願寺北海道開教の僧侶として渡道。本山特命布教使として各地で布教講演を行う。日露戦争で従軍布教使として従軍し、乃木希典陸軍大将に講話を披露。以後、シベリア出兵などで中国、ロシアへ度々渡る。勇払郡安平村（現・安平町）安立寺住職に就いてからは、言論出版に精を出す。
個人雑誌「同志」「浄土」「他力」などを発行し、新聞雑誌への論文投稿も数多い。交友関係は広く、本願寺の改革運動で知り合った赤松克麿と親しく、赤松のすすめで社会民衆党公認で衆議院議員選挙に戦前だけで3度立候補している。当初はロシア革命に共鳴して社会主義を唱えたが、赤松と行動を共にするなかで次第に右傾化し、日本国家社会党、国民協会、日本革新党の結党などに参画している。1937年（昭和12年）の国政選挙では、赤松が北海道から出馬する手引きをし、選挙事務長を務めた。
アイヌ活動家辺泥和郎は菅の思想に影響を受けたという。

## 生涯
1872年（明治5年）、石川県羽咋郡南邑知村字菅原（現・宝達志水町）の浄土真宗本願寺派明専寺に菅慶誓の長男として生まれる。幼名英丸。1889年（明治22年）、県立金澤中学校（後の第四高等学校）卒業。1890年（明治23年）、東京哲学館卒業。1891年（明治24年）、東京神学院伝道部卒業。
1893年（明治26年）、父慶誓に伴って開教のため北海道へ渡る。札幌県白石村字厚別安楽寺衆徒。同月寒で布教に、厚別・夕張で児童教育にあたる。1899年（明治32年）、論文『浄土真宗撲滅論』発表。1902年（明治35年）2月、得度。同年6月、教師。同年8月、布教会員。
1904年（明治37年）、日露戦争に際し第8師団従軍布教使として大連港で布教。1904年（明治37年）、第3師団従軍布教使に付く。1906年（明治39年）、日露戦争後の満州法庫門に慰問部員として駐在。
1907年（明治40年）、勇払郡安平村追分安立寺住職に任命。結婚。本願寺改革運動に参加。1910年（明治43年）、個人雑誌『同志』発刊。以後、毎月発行。1913年（大正2年）、本願寺改革運動にかかる中央同志会を発足。この頃、赤松克麿と知己を得たと思われる。
1915年（大正4年）、第7師団従軍布教使に付く。1917年（大正6年）、南満州鉄道守備隊を慰問のため満州へ出張布教。1918年（大正7年）、シベリア出兵に際して第7師団派遣軍に従軍、浦潮斯徳（ウラジオストク）布教所駐在員。1919年（大正8年）、ウラジオストクの東洋学院日本語教師に就く。1920年（大正9年）、5月、尼港事件発生。救援隊と共にニコラエフスクに入る。帰国後、個人雑誌『浄土』発刊。
1924年（大正13年）9月、社会主義思想の流布の容疑で北海道庁警察部により「特別要視察人甲号（共産主義）」に編入。
1928年（昭和3年）2月、第16回衆議院議員総選挙に日本農民党公認候補として立候補、落選。
1929年（昭和4年）、社会民衆党に入党、胆振支部顧問。同年、北海道の僧侶有志による後援会組織「舜英会」発足。1930年（昭和5年）、第17回衆議院議員総選挙に再び立候補。善戦するも落選。
1932年（昭和7年）4月、日本農民組合北海道聯合会を組織し、会員400名を集めるが、異安心を問われて真宗の僧籍剥奪さる。同年、赤松らと共に社会民衆党脱党、日本国家社会党結党に参加し、中央委員、北海道胆振支部長を務める。1933年（昭和8年）、かねてから親交のあった出口王仁三郎を頼り、大本教に転身。同年、赤松と共に日本国家社会党を脱退。
1936年（昭和11年）、赤松の組織した国民協会に転じ、空知支部を結成。同年、北海道議会議員選挙に室蘭から出馬、落選。
1937年（昭和12年）4月、第20回衆議院議員総選挙北海道第4区で赤松克麿の選挙事務長。赤松は最高点で当選。直後、日本革新党の結成に加わる。1940年（昭和15年）11月、維新翼賛北海道聯盟の結成に関与し、同聯盟顧問に就く。1941年（昭和16年）2月、維新翼賛北海道連盟理事。同年、本山より僧籍復帰を許可される。
1946年（昭和21年）、第22回衆議院議員総選挙に北海道大選挙区より出馬するも、次点で落選。
1956年（昭和31年）、安立寺にて85歳で死去。

## 著作
- 『親鸞の教行と国家社会主義』前衛閣、1932年
- 『神道の厳正批判』文化時報社出版部、1937年